# Ertsoverslagbedrijf Europoort

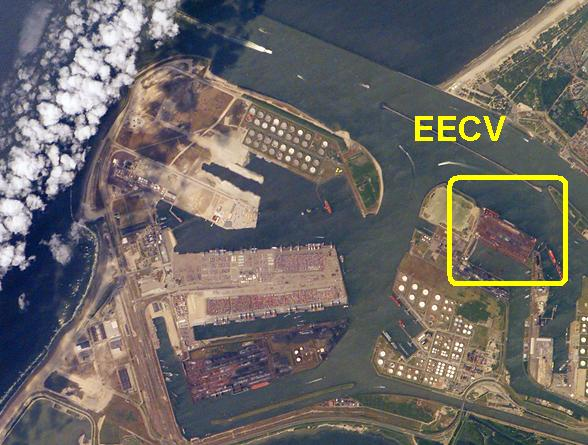
Ertsoverslag Europoort

Ertsoverslag Europoort C.V. (EECV) is een overslagbedrijf voor erts en kolen, gevestigd Rotterdam-Europoort. EECV heeft een jaarlijkse overslag van ongeveer 20 miljoen ton erts en 7 miljoen ton kolen.
EECV is in eigendom van de Duitse staalindustrie, te weten ThyssenKrupp Steel AG en Hüttenwerke Krupp Mannesmann GmbH en is opgericht om de aanvoerstromen van de staalindustrie logistiek te optimaliseren. Het bedrijf bestaat sinds 1970 en richtte zich op de overslag van erts. Sinds 2004 is het bedrijf uitgebreid met een kolenterminal.
EECV heeft een opslagterrein van 100 hectare. Er is ruimte voor 3 miljoen ton ijzererts en 1,3 miljoen steenkool. Het terrein wordt begrensd door:
- Het Calandkanaal met een zeekade van 1100 meter lang. Deze biedt plaats aan een kolenschip en twee ertsschepen met een diepgang tot 23 meter. De ertskranen grijperkranen met een hefcapaciteit van 60-65 ton. De kolen worden gelost met een continuelosser met een capaciteit van 3000 ton/uur.
- De Dintelhaven met een kade van 900 meter lang met drie lichterbeladers voor de binnenscheepvaart. Er is plaats voor zes binnenvaartschepen.

Het grootste deel van de afvoer vindt plaats per schip. Daarnaast is het vervoer per spoor nog belangrijk; hiervoor heeft EECV een wagonbelader die treinen tot 44 wagons automatisch kan beladen.